# ローワン (DD-64)
|          |                                                        |
| 艦歴     |                                                        |
| 発注     |                                                        |
| 起工     | 1915年5月10日                                          |
| 進水     | 1916年3月23日                                          |
| 就役     | 1916年8月22日                                          |
| 退役     | 1922年6月22日                                          |
| その後   | 1939年4月20日にスクラップとして売却                    |
| 除籍     | 1936年1月7日                                           |
| 性能諸元 |                                                        |
| 排水量   | 基準：1,111トン 常備：1,225トン                        |
| 全長     | 315 ft 3 in (96.1 m)                                   |
| 全幅     | 30 ft 7 in (9.3 m)                                     |
| 吃水     | 10 ft 9 in (3.3 m)                                     |
| 機関     | 4缶、カーチス式ギアードタービン、17,696shp             |
| 最大速   | 29.5ノット (55 km/h)                                   |
| 航続距離 |                                                        |
| 乗員     | 士官、兵員99名                                         |
| 兵装     | 50口径4インチ砲4門 1ポンド砲 2門 21インチ魚雷発射管3基 |

ローワン (USS Rowan, DD-64) は、アメリカ海軍の駆逐艦。サンプソン級駆逐艦の1隻。艦名はスティーヴン・クレッグ・ローワン中将に因む。その名を持つ艦としては2隻目。

## 艦歴
ローワンは1915年5月10日にマサチューセッツ州クインシーのフォアリバー造船所で起工する。1916年3月23日にルイーズ・マクレアーズ（ローワン中将の曾孫姪）によって命名、進水し、1916年8月22日にマサチューセッツ州ボストンで艦長ウィリアム・R・パーネル大尉の指揮下就役した。
就役後ローワンはロードアイランド州ニューポートを拠点として1916年秋まで大西洋岸沿いで作戦活動に従事し、冬はカリブ海およびメキシコ湾での冬季演習に参加した。アメリカ合衆国が第一次世界大戦に参戦したときは、バージニア州ノーフォークで活動中であり、ヨーク川河口部分の偵察を行っていた。その後ニューヨークで修理を受け、1917年5月7日にボストンを出航、アイルランドに向かう。5月27日に第7分艦隊とともにクイーンズタウンに到着した。
その後は戦争の終わりまで、対潜哨戒およびイギリス、フランスの港での船団護衛任務に従事した。1918年5月28日にローワンは他の2隻の駆逐艦と共にUボートを攻撃し、14発の爆雷を投下した。戦闘後、海面には大量の油膜が浮上した。
ローワンは1918年12月26日にクイーンズタウンを出航し、1919年1月8日にニューヨークに到着した。夏になると東海岸およびカリブ海での演習を行う。8月29日にローワンはフィラデルフィア海軍工廠に入渠し、予備役となる。
翌年夏に DD-64 と艦番号が指定されたローワンは、1921年3月に大西洋艦隊との任務を再開、1922年3月まで任務を継続した。その後フィラデルフィアに帰還し、同地で1922年6月19日に退役した。予備役状態でリーグ島で保管された後、1936年1月7日に除籍される。船体は1939年4月20日にスクラップとして売却された。